# Hospital Real de San Andrés
El Hospital Real de San Andrés es un histórico hospital peruano, considerado como el hospital más antiguo de Perú y Sudamérica. Tiene sus antecedentes en la iniciativa del cabildo de Lima de 1538 de fundar el Hospital de Nuestra Señora de la Concepción, el cual en el año 1552 se extendió a una nueva ubicación y cambió su denominación a Hospital Real de San Andrés. En 1875, dadas las amplias necesidades hospitalarias de la capital, se constituye en una nueva ubicación el Hospital Nacional Dos de Mayo, el cual hereda las responsabilidades del antiguo hospital de San Andrés. El hospital es de gran relevancia histórica para el Perú y Sudamérica, al ser el más antiguo de la región, por sus vínculos con el inicio de los estudios médicos en Perú y la Escuela de Medicina de la Universidad de San Marcos, y por haber sido el último lugar conocido que albergó las momias de la realeza inca, entre estas las de Pachacútec.

## Historia

### Reseña histórica

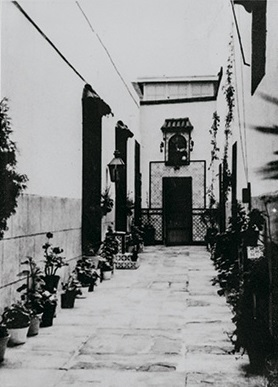
Las modificaciones en la estructura del hospital empezaron en 1792, bajo la dirección del arquitecto Presbítero Maestro, con la creación del Anfiteatro Anatómico, y luego con la Escuela de Medicina de San Fernando.

Se sabe que el 16 de marzo de 1538, el cabildo de Lima asignó dos solares para el funcionamiento del Hospital de Nuestra Señora de la Concepción (junto al actual Convento de Santo Domingo). La estrechez de sus ambientes hizo que el 21 de noviembre de 1545, el mismo cabildo asignara ocho solares para la reubicación del hospital frente a la actual Plaza Italia. Este nuevo hospital fue llamado «Real Hospital de San Andrés» produciéndose el traslado de pacientes y enseres en 1550, e iniciando su operación continua entre 1552 y 1553.
El Hospital de San Andrés fue además sede del primer anfiteatro anatómico en 1792; de la Real Escuela de Medicina de San Fernando en 1811 (actual Facultad de Medicina "San Fernando" de la Universidad Nacional Mayor de San Marcos); y de la primera Casa de las Hermanas de la Caridad de San Vicente de Paúl.
En 1868 una epidemia de la fiebre amarilla azotó Lima, ocasionando 6.000 muertos. Ello, sumado al crecimiento de la población y a la incomodidades de los viejos hospitales que existían en la ciudad, hizo que el 1º de mayo de 1868 el presidente Pedro Diez Canseco decretara la fundación de un moderno y más amplio hospital, al que se bautizó como Dos de Mayo, en homenaje a los peruanos que lucharon contra la escuadra española en el Combate del Callao librado el 2 de mayo de 1866 (llamado también Combate del Dos de Mayo). Los fondos para tal fin provenían de tres fuentes: el sobrante de las rentas de la Beneficencia de Lima, el fondo existente de las cofradías que se hallaba en depósito y una mesada del Gobierno ascendente a 2 mil soles mensuales.
En el Hospital de San Andrés existía un área destinada al cuidado de las personas que habían perdido el juicio, denominada "loqueria", la cual funcionó hasta el 16 de diciembre de 1859, cuando todos sus ocupantes fueron trasladados al nuevo Hospital Civil de la Misericordia. El Hospital de San Andrés siguió funcionando hasta el 8 de marzo de 1875, cuando todos los pacientes pasaron al recién inaugurado Hospital Dos de Mayo. El local funcionó entonces como convento de las Hermanas de la Caridad de San Vicente de Paul, y desde 1929, de las Hijas de María Inmaculada. Posteriormente, parte del terreno terminó convertido en la actual Comisaría de San Andrés (frente a la Plaza Italia), y el resto fue utilizado por el Colegio Óscar Miró Quesada, hasta que en el 2007 los alumnos fueron evacuados por Defensa Civil, por riesgo de derrumbe. Desde diciembre del 2009 la Sociedad de Beneficencia de Lima Metropolitana administra los 5 mil m² que quedan de los 10 mil que tenía el otrora hospital San Andrés cuando se fundó en 1552.

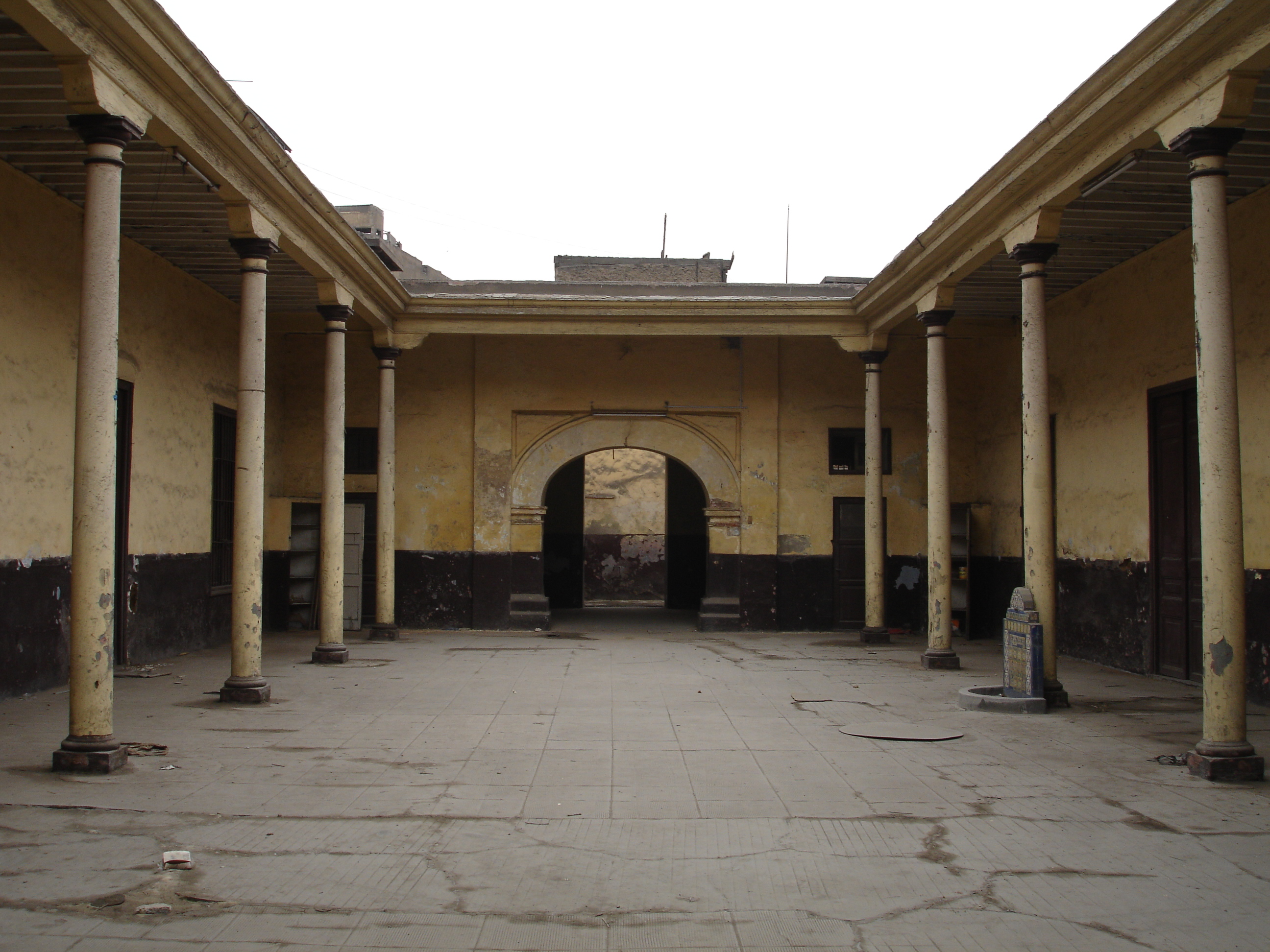
"Patio de los locos".

### Vínculo con la momia de Pachacútec

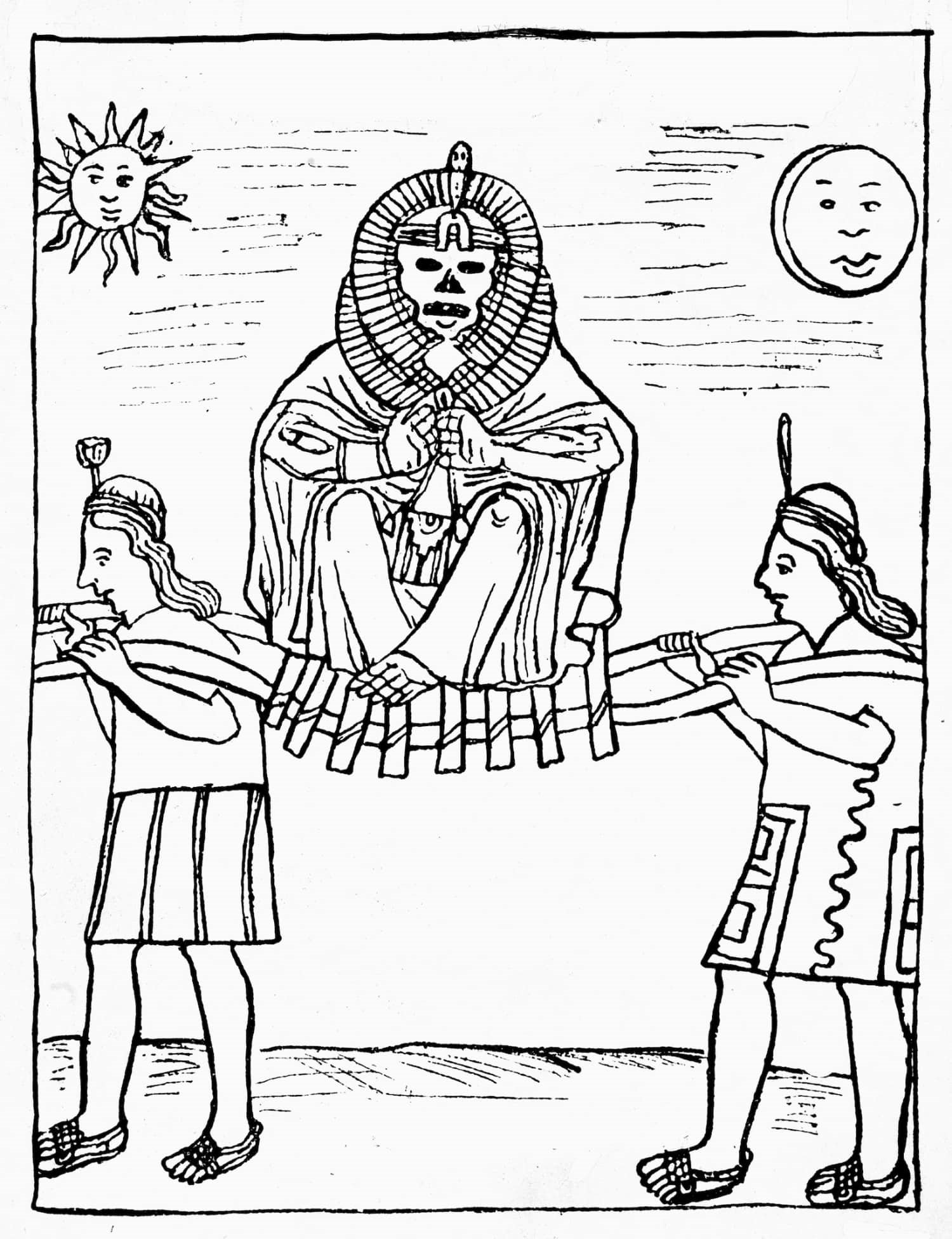
Ilustración de una momia de la realeza inca por el cronista Guamán Poma de Ayala.

Existen varias narraciones de cronistas que hablan sobre la preservación de varias momias incas, entre estas las del Sapa Inca Pachacútec en los espacios del Hospital Real de San Andrés. Por ejemplo, en 1560, Garcilaso de la Vega, descendiente de los reyes incas visita a Polo de Ondegardo y esto es lo que el narra de este encuentro:

«Cuando yo iba a venir a España, visite la casa del licenciado Polo Ondegardo, natural de Salamanca, que era corregidor de la ciudad, a besarle la mano y despedirme de él antes de mi salida. Entre otros favores que me mostró, dijo: "A medida que se van a España, entra en esta sala, y verás algunos de sus antepasados quienes he exhumado: ”En la habitación encontre cinco cuerpos de los gobernantes incas, tres varones y dos hembras .... Los cuerpos estaban perfectamente conservados, sin la pérdida de un cabello de la cabeza o la frente o una las pestañas. Estaban vestidos como lo habían sido en la vida, con llautus [diademas reales] en sus cabezas, pero no otros adornos o real insignia. Fueron enterrados en una posición sentada, sus manos cruzadas a través de su pecho, la izquierda sobre la derecha, y sus ojos bajos, como si buscara en el suelo.... Recuerdo haber tocado uno de los dedos de Huaina Capac, que parecía como el de una estatua de madera, que era tan duro y rígido. Los cuerpos pesaban tan poco que cualquier indio podría llevar en sus brazos o [en] la espalda de casa en casa.»
Garcilaso de la Vega

Además, en 1590, casi 30 años después que las momias fueron traídas a Lima, José de Acosta ofrece una breve reseña y confirma que uno de los cuerpos era el de Pachacútec: 

«El cuerpo [de Pachacuti Inca Yupanqui] se encuentra tan bien conservado, y con una cierta resina, que parecía vivo. Los ojos se hicieron de pan de oro tan bien colocado que no había necesidad de los naturales, y tenia una contusión en la cabeza que había recibido de una piedra en una cierta batalla. Tenía el cabello gris y nada de eso había desaparecido, como si hubiera muerto ese mismo día, aunque en realidad su muerte se habían producido más de sesenta u ochenta años antes. Este cuerpo, junto con los de otros Incas, fue enviado por Polo a la ciudad de Lima bajo las órdenes del virrey, el Marqués de Cañete, ya que era necesario para acabar con la idolatría del Cuzco, y muchos españoles han visto este cuerpo, junto con los demás, en el hospital de San Andrés, fundado por el virrey mencionados, aunque por ahora se están muy maltratados y en mal estado.»
José de Acosta

Recientemente, diversas investigaciones arqueológicas han tratado de encontrar los restos del gran emperador inca, los cuales de ubicarse en alguno de los ambientes aún por excavar del hospital supondrían uno de los descubrimientos arqueológicos más importantes de la época. No obstante, el arqueólogo Antonio Coello (quien lideró las excavaciones en el marco del último proyecto de búsqueda de las momias incas, y que contó con el apoyo de la Universidad de Chicago y la National Geographic) considera que es ya poco probable que aún se preserven dichos restos, indicando: «No creo que hayan logrado sobrevivir. Siempre se ha reavivado el testimonio de Garcilaso, pero mi hipótesis es que fueron destruidas después de la rebelión de Túpac Amaru, o en todo caso, no sobrevivieron a la humedad.»

### Proyecto de recuperación
En noviembre desde 2002 a 2005, el arqueólogo de la Universidad de San Marcos, Antonio Coello, en el marco de un proyecto apoyado por la Universidad de Chicago y la National Geographic, realizó excavaciones que ayudaron a redescubrir el valor de la antigua edificación. Si bien no se ubicaron las momias incas, si se encontró un cementerio colonial, entre otras evidencias virreinales, además del antiguo emplazamiento de la Escuela de Medicina de San Fernando. En la actualidad existe un proyecto liderado por el arquitecto Edgar Santa Cruz y el arqueólogo Héctor Walde de la Universidad de San Marcos para la recuperación y puesta en valor de la edificación como centro cultural y museo de la medicina peruana.

## Galería

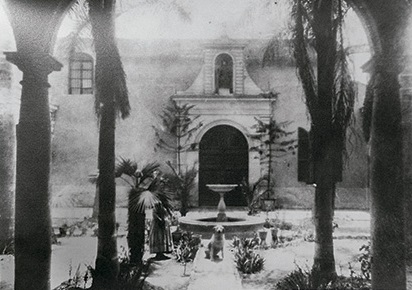
A fines de 1870, en el predio también funcionaron el Hospicio de Parturientas y el Colegio de Maternidad.
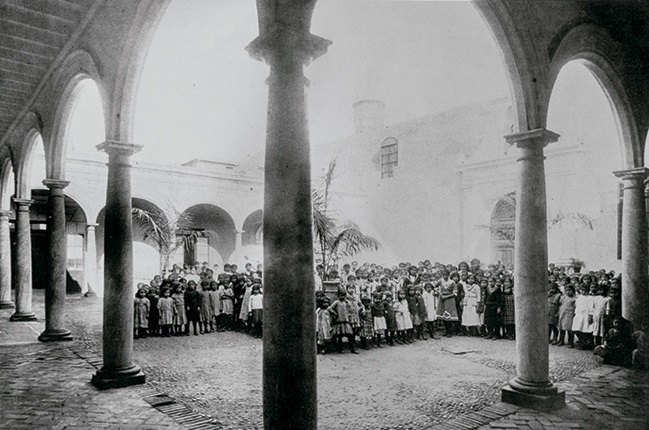
Antes de convertirse en un internado, el hospital fue sede de una serie de talleres para niñas pobres, a cargo de las Hermanas de la Caridad.
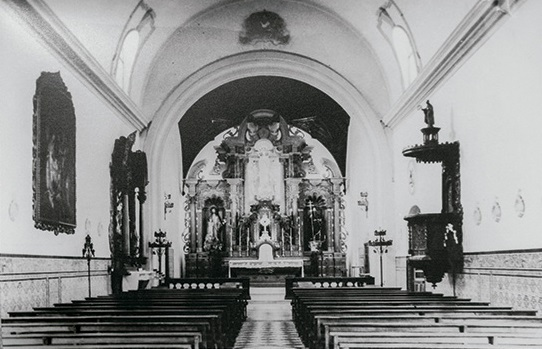
El hospital se construyó con una distribución que permitía a los pacientes escuchar desde sus camas la misa de la capilla central.
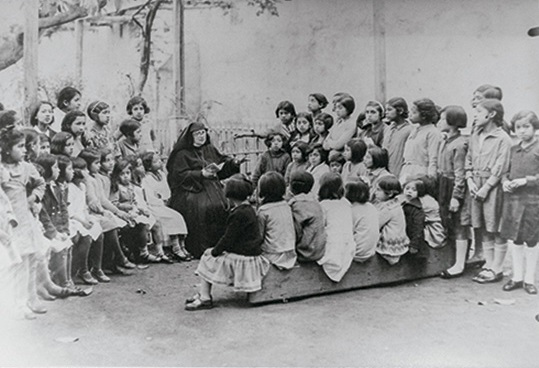
A fines de siglo XIX, en el predio también funcionó un internado de señoritas a cargo las Hijas de María Inmaculada.

## Mapa

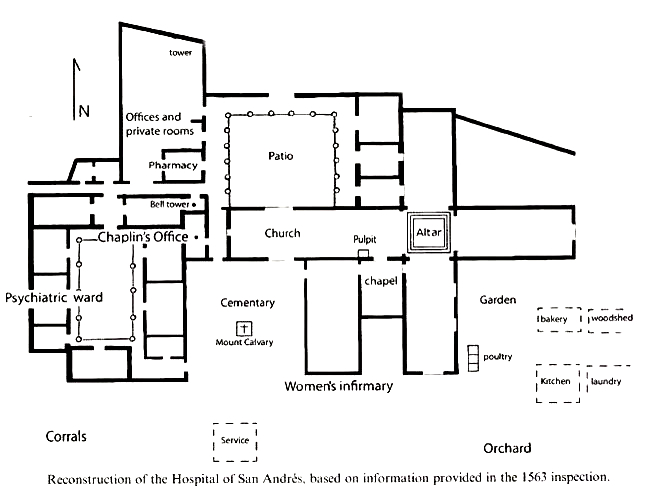
Mapa del Hospital Real de San Andrés, ubicado en el centro de Lima. El mapa es solo referencial debido a que se trata de una reconstrucción basada en información de 1563.